# Albin Grajzar
Albin Grajzar (s partizanskim imenom Bine), slovenski partizanski komandant in narodni heroj, * 15. februar 1922, Smlednik, † 1. april 1944, Metnaj.

## Življenjepis
Grajzar se je že kot mizarski vajenec vključil v delavsko gibanje in bil 1938 sprejet v SKOJ. Po oboroženi vstaji 1941 se je vključil v NOB in bil najprej borec Zaloške skupine, nato mitraljezec Molniške čete ter nato član VOS v Ljubljani. Avgusta 1942 je postal komandir zaščitne  čete pri Glavnem poveljstvu NOV in POS. Poleti 1943 je vodil E. Kardelja in F. Leskoška na Hrvaško. Septembra 1943 je bil imenovan za komandanta 1. bataljona VOS za Ljubljansko pokrajino, ob ustanovitvi VDV marca 1944 pa je postal namestnik komandanta 1. divizije VDV. Padel je v boju z nemškim okupatorjem in domobranci v vasi Metnaj pri Ivančni Gorici.

## Odlikovanja
- Red narodnega heroja